# Polykarp Pflieger
Polykarp Pflieger (* 25. September 1867 in Schömberg; † 9. August 1932 in Stuttgart-Cannstatt) war ein deutscher Verwaltungsjurist.

## Leben
Pflieger studierte Rechtswissenschaften an der Eberhard Karls Universität Tübingen und schloss 1891 mit der ersten höheren Verwaltungsdienstprüfung ab. Ab 1890 war er Mitglied der Landsmannschaft Ulmia Tübingen. Nach der 2. höheren Justizdienstprüfung trat er 1894 in die württembergische Innenverwaltung ein. Anschließend war er ab 1897 beim Oberamt Tuttlingen (ab 1899 als Amtmann) tätig. Ab 1904 wurde er als Kollegialhilfsarbeiter bei der Ministerialabteilung für das Hochbauwesen verwendet. Pflieger hatte ab 1907 den Titel Oberamtmann und übernahm 1911 als Amtsverweser das Oberamt Vaihingen. Von 1913 bis 1919 war er dort als Oberamtsvorstand tätig und im Oktober 1919 war er zugleich Amtsverweser des Oberamts Maulbronn. Ab 1919 war er Oberamtmann des Oberamts Ehingen. Die Dienstbezeichnung wurde 1928 in Landrat geändert und als solcher trat er 1931 in den Ruhestand.